# Hugo I. hrabě Logothetti
Hugo Jakub Josef hrabě Logothetti (20. března 1801 Černovice – 26. května 1861 Bílovice) byl český, rakouský šlechtic a majitel velkostatků Bílovice a Březolupy (1831–1861).

## Původ
Předci tohoto rodu pocházeli ze staré byzantské rodiny. Členové rodu zastávali v byzantské říši nejdůležitější úřady. Slovo „logohettes“ znamená v řečtině ministr. Následkem dobytí hlavního města říše Cařihradu Turky v roce 1453, odešli předci rodiny na ostrov Kréta a od roku 1462 jsou zde usazeni trvale na ostrově Zakynthos (Zante) v Jónském moři do dnešních dnů.

## Biografie
Zakladatelem moravské větve rodu byl Jakub hrabě Logothetti, ten se narodil 15. března v roce 1741 v Zante jako Eiakobos kontes Logothetes. V roce 1775 se oženil s Kateřinou d'Ymbault a usadil se v Černovicích v Bukovině. Ve stejném roce zabral Bukovinu císař Josef II. a Černovice se stávají součástí Habsburské monarchie. S manželkou Kateřinou měli syna Josefa Karla Augustina Logothettiho (* 16. březen 1779), který se 17. února 1800 ve Vídni oženil s Marii Ester Barborou, svobodnou paní z Locella, pocházející z Brna. 20. dubna 1801 se novomanželům narodil v Černovicích jediný syn Hugo Josef Jakub Logothetti. V dětském věku mu zemřel otec († 5. května 1811, Černovice) a v roce 1815 jej opustila matka († 26. července 1815, Brno). O mladého chlapce se postarali příbuzní matky, rodina rytíře von Schönfeld. V roce 1818 tak nastoupil jako kadet do 3. husarského pluku. 
Díky finanční pomoci manželčiných příbuzných koupil Hugo Logothetti v roce 1836 panství Bílovice. V roce 1839 získal český inkolát a rakouský rytířský stav. V roce 1848 byl uznán rakouský hraběcí titul, kterého se domáhal dříve. Byl znám díky milostnému poměru k prosté dívce Emilií Čudové, kterou při návštěvě zámku Bílovice namaloval Josef Mánes. Dne 16. května 1861 jej při cestě z Březolup do Bílovic postihl záchvat mrtvice. V bílovického zámku zemřel 26. května 1861 v kruhu rodiny.

## Manželství a potomci
19. prosince 1821 se v Německých Knínicích u Moravského Krumlova oženil s baronkou Pavlínou z Bartensteina (1800–1872), vnučkou Jana Kryštofa z Bartensteina. Manželé spolu měli sedm potomků, tři z nich (Berta, Lodoiska a Alfred) zemřeli v dětském věku. Dospělost se dožili dva synové a dvě dcery:
- Vladimír (4. 8. 1822 Tomášovce – 7. 12. 1892 Rădăuți), rakousko-uherský důstojník, politik a zakladatel prvního sboru dobrovolných hasičů na Moravě, manž. 1851 hraběnka Marie Nemes de Hidvégi et Oltszem (5. 4. 1827 Kluž – 18. 4. 1906 Bílovice)[5][6]
- Hedvika (4. 10. 1823 Tomášovce – 4. 7. 1899 Olomouc), svobodná a bezdětná[4]
- Julie (21. 3. 1833 Brno – 24. 9. 1854 Uherské Hradiště), manž. 1851 Antonín František Ledóchowski (4. 10. 1832 Varšava – 14. 5. 1885)[4][7]
- Zdenko (10. 8. 1835 Březolupy – 10. 1. 1881 Olomouc), manž. (morganatické) 1869 Augusta Šarapatková (7. 11. 1844 Mařatice – 9. 2. 1912 tamtéž)[4][8]